# Манні Шмідт
Манфред "Манні" Шмідт (народився 27 листопада 1964 року в м. Андернах, Німеччина) хеві-метал гітарист і автор пісень, найбільше відомий як учасник гуртів Grave Digger і Rage.

## Біографія
Шмідт розпочав свою кар'єру у власному гурті Factor 6. У хеві-метал гурті Rage помітили навички Шмідта у грі на гітарі і у 1987 році йому було запропоновано стати членом гурту. Він погодився і став учасником тріо, з яким випустив багато альбомів. У 1994 році він залишив гурт. У 1997 році народився його перший син, а у 2003 - другий. 
У 2000 році, коли Уве Луліс залишив гурт Grave Digger, їхній басист Йенс Бекер запропонував Шмідта на заміну. У гурті він пропрацював до 2009 року.
Крім цих двох великих і відомих гуртів він також грав з такими гуртами, як Jack of Hearts і Vötka.
Наприкінці весни 2010 року, Манні Шмідт сформував власний гурт Capital Joke.

## Дискографія

### З Rage
- Perfect Man (1988)
- Invisible Horizons (Single) (1989)
- Secrets in a Weird World (1989)
- Reflections of a Shadow (1990)
- Extended Power (EP) (1991)
- Beyond the Wall (EP) (1992)
- Trapped!Trapped! (1992)
- Refuge (Японія) (1993)
- The Missing Link (1993)
- The Video Link (1994)

### З Jack of Hearts
- Welcome To Heartland [Демо] (1993)

### З Grave Digger
- The Grave Digger (2001)
- Tunes of Wacken [Концертний CD + DVD] (2002)
- Rheingold (2003)
- The Last Supper (2005)
- 25 To Live [Live CD + DVD] (2005)
- Yesterday (EP) (2006)
- Silent Revolution - Single (2006)
- Liberty or Death (2007)
- Pray (EP) (2008)
- Ballads of a Hangman (2009)